# Flettner Fl 265
Die Flettner Fl 265 war ein Versuchs-Hubschrauber von Anton Flettner.

## Entwicklung
Entwickelt wurde der Hubschrauber im Jahre 1938 mit Unterstützung der Kriegsmarine. Mit der Fl 265 konnte erstmals im Flug vom Hubschrauberzustand zum Tragschrauberzustand und zurück gewechselt werden. Damit galt die Fl 265 als sicherster Hubschrauber seiner Zeit. Im Gegensatz zur Fl 185 besaß die Fl 265 zwei ineinanderkämmende Rotoren mit je 12 Metern Durchmesser. Als Antrieb wurde ein BMW-Bramo Sh 14 A mit 160 PS eingesetzt. Es wurden sechs Versuchsmuster gefertigt.
Am 13. Februar 1938 wurde die ineinanderkämmende Rotorenkonstruktion als Patent an Flettner ausgegeben und mit der Entwicklung der Fl 265 begonnen. Im Mai des Jahres erfolgte eine erste Bestellung über zwei Prototypen, die wenig später vom Reichsluftfahrtministerium auf sechs erhöht wurde. Die Arbeiten fanden unter der Leitung von Chefkonstrukteur Emil Arnolt und dessen Berater Kurt Hohenemser statt, die im Februar bzw. April 1935 beide von Fieseler zu Flettner gewechselt waren. Im Januar 1939 war der erste Prototyp Fl 265 V1 mit der Werknummer 1579 vollendet und begann mit den Rolltests. Der erste Testflug mit 20 cm Höhe erfolgte noch angeleint am 14. März in einer Halle. Zeitgleich führte die Deutsche Versuchsanstalt für Luftfahrt in Adlershof mit einem 1:4-Modell Windkanalversuche durch. Der Testpilot Richard Perlia führte dann schließlich im Mai 1939 den ersten Freiflug mit der Fl 265, die das Kennzeichen D–EFLV erhalten hatte, durch.
In den Jahren 1940 und 1941 wurden auf dem Leichten Kreuzer Köln Erprobungen einer Flettner Fl 265 durchgeführt; dazu wurde eine Landeplattform auf dem Turm B errichtet. Der Chef-Testpilot von Flettner, Ludwig Hofmann, landete und startete mit der Fl 265 V4 mehrmals auf der Plattform. Diese Flugmanöver waren Teil einer Vorführung vor hochrangigen Offizieren des Reichsluftfahrtministeriums und des Oberkommandos der Marine, unter anderem Generalluftzeugmeister Ernst Udet und Admiral Otto Schniewind. Der Luftfahrthistoriker Steve Coates schreibt: „Bei weiteren Erprobungen konnte Hofmann das Seerettungspotenzial der Fl 265 vorführen: Es wurden Schlauchboote an Land gezogen und Puppen an Land geflogen.“ Admiral Schniewind drängte daraufhin auf die Weiterentwicklung der Fl 265. Eine Serienfertigung wurde jedoch zugunsten des Flettner Fl 282 zurückgezogen.

## Technische Daten
| Kenngröße             | Daten                                               |
| --------------------- | --------------------------------------------------- |
| Besatzung             | 1                                                   |
| Rotordurchmesser      | 12,30 m                                             |
| Länge                 | 6,40 m                                              |
| Höhe                  | 2,85 m                                              |
| Leermasse             | 838 kg                                              |
| Startmasse            | 1000 kg                                             |
| Antrieb               | ein luftgekühlter Siebenzylinder-Sternmotor Sh 314D |
| Leistung              | 150 PS (110 kW)                                     |
| Höchstgeschwindigkeit | 160 km/h                                            |
| Dienstgipfelhöhe      | 3000 m                                              |